# مایکل تینسلی
مایکل تینسلی (انگلیسی: Michael Tinsley؛ زادهٔ ۲۱ آوریل ۱۹۸۴) ورزشکار دو و میدانی اهل ایالات متحده آمریکا است.
وی در مسابقات کشوری و بین‌المللی در مجموع برندهٔ ۲ مدال نقره شده‌است.